# Imouzzer Marmoucha
Imouzzer Marmoucha (arabiska: ايموزار مرموشة) är en stad i Marocko. Den ligger i provinsen Boulemane och regionen Fès-Meknès, 240 km öster om huvudstaden Rabat. Antalet invånare var 4 213 vid folkräkningen 2014.